# リック・デリンジャー

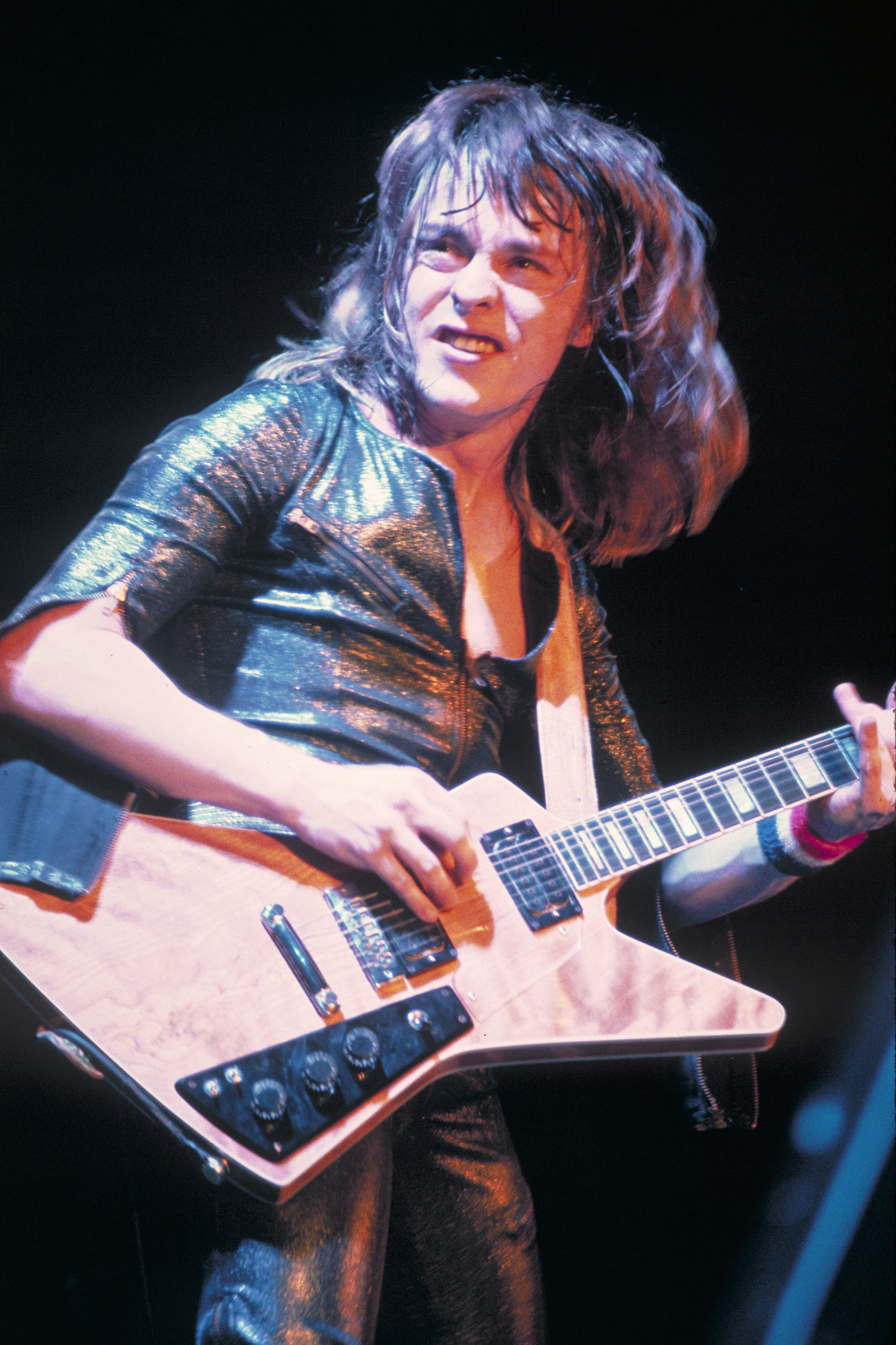
リック・デリンジャー（1974年）

リック・デリンジャー（Rick Derringer、1947年8月5日 - 2025年5月26日）は、アメリカのソングライター、ギタリスト、シンガー、音楽プロデューサー。

## 来歴
オハイオ州セリーナで生まれ、フォート・リカバリーで育った。ザ・ベンチャーズを聴いてギターを手にするようになる。1965年に自身のバンドであるマッコイズが「ハング・オン・スルーピー」のナンバーワン・ヒットを放つ。ちなみにこのマッコイズというバンド名は、彼の敬愛するザ・ベンチャーズの曲「The Real McCoy」にちなんでいる。
その後、1960年代末からは一ギタリストとしてジョニー・ウィンター、エドガー・ウィンターらと共に活動することが多くなる。腕を見込まれてスタジオ・ミュージシャンとして客演することも多かった。
1972年、エドガー・ウィンター・グループのアルバム『ゼイ・オンリー・カム・アウト・アット・ナイト』のプロデューサーを務めた。翌1973年にアルバムからシングルカットされた「フランケンシュタイン」は同年5月26日付のビルボード・Hot 100で1位を記録した。
1973年10月、デビュー・アルバム『オール・アメリカン・ボーイ』を発表。シングルカットされた「ロックンロール・フーチー・クー」はビルボード・Hot 100で23位を記録した。ルックスもあいまってアイドル的な人気を博した時期もあった。
1976年には、ダニー・ジョンソン、ケニー・アーロンソン、ヴィニー・アピスと共に、自身の名を冠したバンド、デリンジャーを結成してアルバムを発表。1979年に再びソロ活動へと戻った。
1980年代初頭、マネージャーのジェイク・フッカーの紹介によって、替え歌で知られるアル・ヤンコビックのデビューに協力し、計6作のアルバムをプロデュースした。また、プロレス団体のWWFが企画したアルバム『ザ・レスリング・アルバム』（1985年）及び『パイルドライバー/ザ・レスリング・アルバム2』の制作にも参加し、デリンジャーが提供した曲「リアル・アメリカン」は、元々バリー・ウインダム&マイク・ロトンドのタッグチーム（USエクスプレス）のために書き下ろされたが、最終的にはハルク・ホーガンのテーマ曲となった。
1982年、カーマイン・アピスのバック・バンドの一員として、初来日。
1986年、シンディ・ローパーのパリ公演では、白のスタインバーガーでリードギタリストを務めている。
2000年代に入ると、家族との音楽活動も行うようになり、ファミリー・バンド、デリンジャーズとしても作品を発表している。
2025年5月26日20時9分、フロリダ州オーモンドビーチの病院で家族や友人に見守られながら死去。77歳没。訃報は関係者が翌27日に公表した。

## ディスコグラフィ

### スタジオ・アルバム
- 『オール・アメリカン・ボーイ』 - All American Boy (1973年)
- 『スプリング・フィーバー』 - Spring Fever (1975年)
- 『ギターズ・アンド・ウィメン』 - Guitars and Women (1979年)
- Face to Face (1980年)
- 『グッド・ダーティ・ファン』 - Good Dirty Fun (1983年)
- 『バック・トゥ・ザ・ブルーズ』 - Back to the Blues (1993年)
- 『エレクトラ・ブルーズ』 - Electra Blues (1994年)
- 『炎のように…』 - Tend the Fire (1997年)
- Blues Deluxe (1998年)
- Jackhammer Blues (2000年)
- 『フリー・ライド』 - Free Ride (2002年)
- Rockin' American (2007年)
- Knighted by the Blues (2009年)

### ライブ・アルバム
- 『キング・ビスケット・ライヴ』 - King Biscuit Flower Hour (1998年) ※1981年録音
- 『ライヴ・イン・ジャパン』 - Live in Japan (1998年) ※with エドガー・ウィンター
- Live at Cheney Hall (2006年)
- Rock Spectacular: Live at the Ritz 1982 (2010年)

### コンピレーション・アルバム
- 『ザ・ベスト・オブ・リック・デリンジャー』 - Rock and Roll Hoochie Koo: The Best of Rick Derringer (1996年)
- Collection: The Blues Bureau Years (2006年)
- Joy Ride: Solo Albums 1973–1980 (2017年)
- The Three Kings Of The Blues (2010年)

### マッコイズ
- 『ハング・オン・スルーピー』 - Hang On Sloopy (1965年) ※旧邦題『マッコイズ登場』
- 『ユー・メイク・ミー・フィール・ソー・グッド』 - You Make Me Feel So Good (1966年) ※旧邦題『マッコイズ!』
- Infinite McCoys (1968年)
- 『ヒューマン・ボール』 - Human Ball (1969年)
- 『グラス・デリンジャー』 - The Glass Derringer (1976年) ※リック・デリンジャー&ザ・マッコイズ＋デック・グラス名義

### デリンジャー
- 『デリンジャー革命』 - Derringer (1976年)
- Live In Cleveland (1976年) ※ライブ
- 『ライヴ!』 - Derringer Live (1977年) ※ライブ
- 『悪魔と拳銃』 - Sweet Evil (1977年)
- 『ロマンティック・シューター』 - If I Weren't So Romantic I'd Shoot You (1978年)
- Required Rocking (1996年) ※コンピレーション
- 『コンプリート・ブルー・スカイ・アルバムズ 1976-1978』 - The Complete Blue Sky Albums 1976-1978 (2017年) ※コンピレーション

### DNA
- 『パーティー・テステッド』 - Party Tested (1983年) ※with カーマイン・アピス

### デリンジャーズ
- Aiming 4 Heaven (2001年)
- Derringer X 2 (2001年)
- Winter Wonderland (2004年)
- We Live (2008年)

### DBA（デリンジャー・ボガート & アピス）
- Doin' Business As... (2001年) ※with ティム・ボガート、カーマイン・アピス

### ジョニー・ウィンター・アンド
- 『ジョニー・ウィンター・アンド』 - Johnny Winter And (1970年)
- 『ライヴ』 - Live Johnny Winter And (1971年)

### エドガー・ウィンター
- 『ホワイト・トラッシュ』 - Edgar Winter's White Trash (1971年) ※エドガー・ウィンター&ホワイト・トラッシュ名義
- 『ロードワーク』 - Roadwork (1972年) ※エドガー・ウィンター&ホワイト・トラッシュ名義
- 『ジャスミンの香りと夜の夢』 - Jasmine Nightdreams (1975年) ※with ジョニー・ウィンター
- 『トゥゲザー』 - Together (1976年) ※with ジョニー・ウィンター

### エドガー・ウィンター・グループ
- 『ゼイ・オンリー・カム・アウト・アット・ナイト』 - They Only Come Out at Night (1972年、Epic)
- 『恐怖のショック療法』 - Shock Treatment (1974年、Epic)
- 『謎の発光物体』 - The Edgar Winter Group With Rick Derringer (1975年、Epic)